# UTC+05:30
UTC+5:30 est un fuseau horaire, en avance de 5 heures et 30 minutes sur UTC. Il correspond à l'heure normale de l'Inde.

## Zones concernées

### Toute l'année
Les zones suivantes utilisent UTC+05:30 toute l'année :
- Inde[1],[2] ;
- Sri Lanka[1],[2].

### Heure d'hiver (hémisphère nord)
Aucune zone n'utilise UTC+05:30 pendant l'heure d'hiver (dans l'hémisphère nord) et UTC+06:30 à l'heure d'été.

### Heure d'hiver (hémisphère sud)
Aucune zone n'utilise UTC+05:30 pendant l'heure d'hiver (dans l'hémisphère sud) et UTC+06:30 à l'heure d'été.

### Heure d'été (hémisphère nord)
Aucune zone n'utilise UTC+05:30 pendant l'heure d'été (dans l'hémisphère nord) et UTC+04:30 à l'heure d'hiver.

### Heure d'été (hémisphère sud)
Aucune zone n'utilise UTC+05:30 pendant l'heure d'été (dans l'hémisphère sud) et UTC+04:30 à l'heure d'hiver.

## Histoire
L'Inde utilise un fuseau horaire unique depuis 1906, l'heure d'été n'a été observé que brièvement pendant la guerre sino-indienne de 1962 et les guerres indo-pakistanaises de 1965 et 1971.
Le Sri Lanka a utilisé UTC+5:30 de 1880 à 1942 (passage à UTC+06:00 en janvier puis UTC+06:30 en septembre, alors que l'armée japonaise était sur le point d'envahir le pays) avant d'y revenir en 1945 afin d'être à la même heure que l'Inde ; en 1996 le Sri Lanka passe de nouveau à UTC+6:30 puis UTC+6:00 afin de mettre en application l'heure d'été et pouvoir économiser l'énergie alors que la rébellion tamoule continue à utiliser UTC+5:30 ; en 2006 le Sri Lanka repasse à UTC+5:30 afin de coïncider avec l'heure légale indienne.

### Heure de Kunlun
Entre 1912 et 1949, l'heure de Kunlun (崑崙時區 Kūnlún shíqū en chinois) est un fuseau horaire en Chine.
Elle correspondait à l'heure solaire moyenne à la longitude 82° 30' E, soit 5 h 30 d'avance par rapport à GMT. Elle tirait son nom des monts Kunlun qui marquent une partie de la frontière entre la Chine et l'Inde.
La république de Chine divisa le pays en 1912 en cinq fuseaux horaires (GMT+5:30, GMT+6, GMT+7, GMT+8 et GMT+8:30). L'heure de Kunlun, la plus occidentale, concernait les divisions administratives suivantes :
- l'ouest de la province de Sinkiang (actuellement partie du Xinjiang) ;
- l'ouest de la région du Tibet (actuellement partie de la région autonome du Tibet).

Après la guerre civile chinoise, en 1949, le parti communiste prit le contrôle de la Chine continentale et le gouvernement de la république de Chine fut exilé à Taiwan. La république populaire de Chine établit le fuseau horaire unique GMT+8 (désormais UTC+8) qui correspond à la côte est, pour la totalité du pays.